# Земсков Володимир Сергійович
Володимир Сергійович Земсков (9 вересня 1939, Горький — 21 лютого 2002, Київ) — вчений, хірург, доктор медичних наук (з 1981 року), професор (з 1983 року), академік РАН, заслужений діяч науки УРСР (з 1988 року), лауреат Державної премії СРСР (за 1985 рік), заслужений хірург України.

## Біографія
Народився 9 вересня 1939 року в місті Горькому (тепер Нижній Новгород) у Росії, в родині інженера. Його мати була лікарем-педіатром. Під час німецько-радянської війни його батька було заангажовано як висококваліфікованого спеціаліста на виробництві у Ворошиловградський (нині Луганський) металургійний комбінат, де він і залишився працювати після війни. Згодом до Луганська переїхала вся родина. Тут у 1956 році Володимир Земсков закінчив середню школу № 25, а в 1962 році Луганський медичний інститут. З 2-го курсу інституту працював у гуртку фізіології та хірургії, де багато оперував на тваринах, а на 6-му курсі вже самостійно виконував деякі хірургічні операції.
З 1962 року Земсков працює хірургом у лікарні міста Паркомуни, пізніше у Комунарському (Алчевському) онкологічному диспансері, що на Луганщині. У 1969 році, після чотирьох невдалих спроб вступити до аспірантури в Москві й Києві, стає аспірантом Київського НД рентгено-радіологічного онкологічного інституту (нині Інститут онкології АМН України). У 1972 році захищає кандидатську дисертацію на тему «Комплексна діагностика злоякісної меланоми шкіри». Цього ж року він починає працювати у Київському НДІ клінічної та експериментальної хірургії на посаді молодшого наукового співробітника. У 1978 році став старшим науковим співробітником і очолив відділ.
У 1981 році захистив докторську дисертацію на тему «Хірургічне лікування гострого панкреатиту та його ускладнень», цього ж року очолив Кафедру загальної хірургії Київського медичного інституту. У 1982 році на базі Київської міської (Жовтневої) лікарні № 14, де тоді знаходилась і кафедра, заснував Київський міський центр хірургії печінки, жовчних шляхів та підшлункової залози. Центр цілодобово працював зі швидкої допомоги й приймав хворих не тільки з міста Києва, а й з усієї України та інших республік СРСР. У 1983 році одержав звання професора. У 1985 році за розробку та втілення у клінічну практику методів й техніки кріодеструкції злоякісних новоутворень отримав Державну премію СРСР. У 1987 році його було обрано членом Міжнародної асоціації хірургії печінки, жовчних протоків та підшлункової залози (IHPBA). У 1988 році йому було присвоєно звання Заслуженого діяча науки Української РСР.
У 1995 році за медичні досягнення у галузі боротьби з раком отримав звання академіка Академії Універсалє Гул'єльмо Марконі (Рим, Італія), його обрали членом Європейського ордену гідності А. С. О. Е. М. (Брюссель, Бельгія) та Товариства Альберта Швейцера (Австрія), а також багатьох інших міжнародних благодійних некомерційних організацій. У 1997 році він вступив до Міжнародного хірургічного товариства (ISS). У цьому ж році заснував приватну клініку, названу його ім'ям. У 2000 році став лауреатом Міжнародного відкритого рейтингу «Золота фортуна».
В останні роки свого життя виїхав за місто й жив у селі. Цікавився філософією й біологічною медициною й починав впроваджувати деякі методи у клінічну практику.

Могила Володимира Земскова

Помер у ніч з 20 на 21 лютого 2002 року у відділенні інтенсивної терапії Клінічної лікарні № 10 від інфаркту міокарда. Похований в Києві на Байковому кладовищі (ділянка № 49а).

## Наукова діяльність
Запропонував нові методи діагностики та лікування при захворюваннях жовчовивідних шляхів, підшлункової залози і суміжних органів. Створив ряд нових апаратів для кріохірургії, гіпотермії, терморадіометрії, гемосорбції. Автор понад 350 наукових робіт, 5 монографій, 45 винаходів. Створив школу хірургів. Під його керівництвом захищено 17 докторських і 43 кандидатських дисертацій.

## Вшанування пам'яті
15 вересня 2009 року в Києві на хірургічному корпусі Київської міської клінічної лікарні № 10, що розташована за адресою проспект Голосіївський, 59б Володимиру Земскову встановлено гранітну меморіальну дошку.